# Maximilian Stoll
Maximilian Stoll (Erzingen, Baden-Württemberg (Alemanya), 12 d'octubre, 1742 - Viena (Àustria), 23 de maig, 1787), va ser un metge i professor universitari alemany-austríac.

## Biografia
Stoll era d'origen humil i va estudiar teologia en un seminari amb el suport d'una beca. Allà es va reconèixer el seu interès per la medicina i Stoll es va traslladar a la facultat de medicina.
Després de completar amb èxit el seu doctorat, Stoll va acceptar una plaça a la Universitat de Viena el 1776 i se li va encarregar la direcció de la Clínica de Viena l'any següent com a successor d'Anton de Haen. Stoll hi va treballar, entre altres coses, amb molt d'èxit amb Leopold Auenbrugger, el mètode de percussió del qual va esmentar a la seva obra, i Anton Störck. Va pertànyer a la Primera Escola de Medicina de Viena.
Durant aquests anys, el príncep Wenzel Anton Kaunitz va nomenar Stoll com a metge personal i poc temps després va assumir el mateix càrrec al baró Ernst Gideon von Laudon.
Stoll va treballar en la docència i la investigació i va presentar la seva Ratio medendi en diversos volums com la seva obra màgica. En ella va propagar una història clínica exacta i constantment actualitzada del pacient per, per exemple, B. per extreure conclusions sobre problemes actuals a partir del malestar anterior. Això significava que la doctrina de Stoll estava en contra de la teoria del crani de Franz Joseph Gall.
Entre molts altres, Josef Škoda i Karl von Rokitansky van ser els seus estudiants, que van ampliar i continuar de manera agradable les teories de Stoll. Joseph von Plenciz també és un dels seus alumnes. A Viena va pertànyer a diverses lògies maçòniques (A Sant Josep, A Veritable Eintracht, A Veritat).
El metge Maximilian Stoll va morir el 23 de maig de 1787 a Viena als gairebé 45 anys. El 1896, la Stollgasse de Viena-Neubau (7è districte) va rebre el seu nom.
El dramaturg Joseph Ludwig Stoll (1777–1815) era el seu fill.

## Diversos
Maximilian Stoll va tenir una petita correspondència amb Friedrich Schiller i el seu fill Joseph Ludwig va conèixer Johann Wolfgang von Goethe al teatre de la cort de Weimar i a través d'ell també va conèixer Schiller.

## Obres (selecció)
- Discurs sobre els avantatges de la llengua grega, a l'obertura cerimonial de les conferències acadèmiques... Viena: Anton Gassler (amb escrits de von Baumeisterischen), 1783.
- Ratio medendi. Viena 1777–1780.
- Aforismes de cognoscendis i curandis febribus. Editat per Maximilianus Stoll S. C. R. A. Maiest. Consil. Professor de Medicinae clinicae pàg. o. Vindobonae: Typis Iosephi nobilis de Kurzbek Caes. Reg. Tipus Aulae. et Bibliop., 1786.
- Maximiliani Stoll Dissertatio de materia medica practica: opus posthumum. – Augsburg, 1788. Edició digitalitzada de la Biblioteca Universitària i Estatal de Düsseldorf
- Mètode de curació a l'hospital pràctic de Viena (“Ratio medendi in noscomio practico Vindobonensi”). Editorial Korn, Breslau 1787–1796
- Preeleccions en diversos morbos crònics. Post ejus obitum edidit et praefatus est Josephus Eyerel. Vindobonae: Crist. Fregit. Wappler, 1788 (Volum II, 1789).
- [Morborum descriptio] Un manuscrit dels anys 1790–1800, que ara es conserva a la Biblioteca Estatal de Moravia a Brno. Signatura RKP-0758.377.